# گانت
گانت (انگلیسی: Gant) یک برند بین‌المللی پوشاک در سوئد است.
این شرکت که مقر اصلی آن در استکهلم است در سال ۱۹۴۹ در ایالات متحده آمریکا تأسیس و در سال ۱۹۹۹ به سوئد منتقل شده‌است.
محصولات گانت همچون پوشاک، پاافزار، کالاهای خانگی، عینک و ساعت مچی در ۷۰ کشور دنیا در ۴۰۰۰ خرده‌فروشی و ۵۸۳ نمایندگی گانت عرضه می‌شود.